# Antennopothyne aureomaculata
Antennopothyne aureomaculata là một loài bọ cánh cứng trong họ Cerambycidae.